# آر جيه آدامز
آر جيه آدامز، المعروف أيضًا باسم بوب شانون (20 سبتمبر 1942-26 يناير 2015)، كان ممثلًا سينمائيًا وتلفزيونيًا كنديًا أمريكيًا ومدربًا بالوكالة وكاتب سيناريو ومنتجًا سينمائيًا ووثائقيًا وشخصية إذاعية.